# الملایها
ال ملایها یک منطقهٔ مسکونی در عربستان سعودی است که در استان مکه واقع شده‌است.